# Страховой фонд
Страховой фонд — ключевое понятие страхования, элемент общественного воспроизводства, обусловленный страховыми интересами. Представляет собой совокупность натуральных запасов и финансовых резервов общества, предназначенных для предупреждения, локализации и возмещения ущербов, наносимых процессу общественного воспроизводства стихийными и социальными бедствиями, авариями и другими рисками. Формируется за счет взносов страхователей и находится, чаще всего, в оперативно-организационном управлении у страховщика. Другие формы организации и функционирования страхового фонда — государственные страховые фонды (социальное страхование), самострахование и взаимное страхование. Часть средств страхового фонда должна постоянно находиться в ликвидной форме: в виде депозитов в банках, акций, котирующихся на бирже, государственных казначейских обязательств и т. д.